# Save Me (serie de televisión de 2017)
Save Me (Hangul: 구해줘; RR: Guhaejwo) es una serie de televisión surcoreana transmitida del 5 de agosto del 2017 hasta el 24 de septiembre del 2017 a través de OCN. La serie estuvo basada en el webcómic "Out of the World" de Jo Geum-san.
La serie contó con la participación invitada de los actores Lee Seung-hyub, Jung Hee-tae, Son Jong-hak, Lee Joon-kyu, Son Byung-ok, Lee In-cheol, Hong Sung-deok, Cha Joon, Son Young-soon, entre otros.
A finales de enero del 2019 la OCN anunció que la serie tendría una segunda temporada, la cual fue transmitida del 8 de mayo del 2019 hasta el 27 de junio del 2019.

## Sinopsis
Im Sang-mi, es una joven que intenta salvar a su familia de personas sospechosas pues ella tiene un oscuro pasado,cuando tuvo que presenciar la muerte de su hermano... se encuentra con un grupo de amigos en un oscuro vecindario, les susurra la palabra "Sálvenme"; cuando la escuchan Suk Dong-chul, Han Sang-hwan, Woo Jung-hoon y Choi Man-hee intentan rescatarla.
Los jóvenes descubren que Sang-mi se encuentra atrapada en una especie de secta religiosa bajo el mando de Baek Jung-ki, por lo que deciden ayudarla, sin embargo pronto se ven perseguidos por una serie de eventos horripilantes y tensos, que los harán preguntarse acerca de la psicología humana, mientras intentan ayudar a la joven.

## Reparto

#### Personajes principales
| Actor        | Personaje     | Ocupación                                       | Episodios | Duración |
| ------------ | ------------- | ----------------------------------------------- | --------- | -------- |
| Ok Taec-yeon | Han Sang-hwan | -                                               | 16        | 2017     |
| Seo Ye-ji    | Im Sang-mi    | -                                               | 16        | 2017     |
| Woo Do-hwan  | Suk Dong-chul | -                                               | 16        | 2017     |
| Jo Sung-ha   | Baek Jung-ki  | Líder del Culto y Padre Espiritual de Goosunwon | 16        | 2017     |

#### Personajes recurrentes
| Actor          | Personaje      | Ocupación                               | Nº de episodios | Duración |
| -------------- | -------------- | --------------------------------------- | --------------- | -------- |
| Lee David      | Woo Jung-hoon  | -                                       | 16              | 2017     |
| Jo Jae-yoon    | Jo Wan-tae     | Oficial de Goosunwon                    | -               | 2017     |
| Ha Hwa-jung    | Choi Man-hee   | -                                       | 16              | 2017     |
| Jung Hae-kyun  | Im Joo-ho      | Padre de Sang-mi                        | -               | 2017     |
| Yoon Yoo-sun   | Kim Bo-eun     | Madre de Sang-mi                        | -               | 2017     |
| Park Ji-young  | Kang Eun-shil  | Apóstol de Goosunwon                    | -               | 2017     |
| Son Sang-kyung | Jo Wan-deok    | Miembro de Goosunwon                    | -               | 2017     |
| Son Byung-ho   | Han Yong-min   | Padre de Sang-hwan / Gobernador         | -               | 2017     |
| Choi Moon-soo  | Chae Min-hwa   | -                                       | -               | 2017     |
| Jang Hyuk-jin  | Lee Kang-soo   | Detective                               | -               | 2017     |
| Kim Kwang-kyu  | Woo Choon-kil  | Padre de Jung-hoon / Oficial de Policía | -               | 2017     |
| Go Joon        | Cha Joon-goo   | -                                       | -               | 2017     |
| Kang Kyung-hun | Lee Ji-hee     | Madre de Sang-hwan                      | -               | 2017     |
| Choi Hyuk-joo  | Madame Tudari  | -                                       | -               | 2017     |
| Park Soo-yeon  | Choi Kyung-hye | -                                       | -               | 2017     |
| Jeon Yeo-been  | Hong So-rin    | Periodista Encubierta en Goosunwon      | -               | 2017     |
| Lee Jae-joon   | Dae-shik       | -                                       | -               | 2017     |
| Yun Jong-seok  | Lee Byung-suk  | -                                       | -               | 2017     |
| Jung Jae-kwang | Eun-seong      | -                                       | -               | 2017     |
| Lee Hong-nae   |                | -                                       | -               | 2017     |

#### Antiguos personajes recurrentes
| Actor          | Personaje   | Ocupación           | Episodios | Duración | Estado |
| -------------- | ----------- | ------------------- | --------- | -------- | ------ |
| Hong Sung-deok | -           | Padre de Dong-chul  | 1         | 2017     | Vivo   |
| Jang Yoo-sang  | Im Sang-jin | Hermano de Sang-mi  | -         | 2017     | Muerto |
| Son Young-soon | -           | Abuela de Dong-chul | -         | 2017     | -      |

## Episodios
La primera temporada de la serie fue estrenada el 5 de agosto de 2017 y finalizó el 24 de septiembre del mismo año.
Estuvo conformada por 16 episodios, los cuales fueron emitidos todos los sábados y domingos a las 22:00 horas (zona horaria de Corea (KST)).

### Raitings
Los números en color rojo indican las calificaciones más bajas, mientras que los números en azul indican las calificaciones más altas.
| N.º     | Fecha de emisión         | Participación promedio de audiencia | Participación promedio de audiencia | Participación promedio de audiencia |
| N.º     | Fecha de emisión         | AGB Nielsen                         | AGB Nielsen                         | TNmS                                |
| N.º     | Fecha de emisión         | Nacional                            | Seúl                                | Nacional                            |
| ------- | ------------------------ | ----------------------------------- | ----------------------------------- | ----------------------------------- |
| 1       | 5 de agosto de 2017      | 1.059 %                             | NA                                  | 1.8 %                               |
| 2       | 6 de agosto de 2017      | 1.741 %                             | 1.690 %                             | 1.4 %                               |
| 3       | 12 de agosto de 2017     | 1.284 %                             | NA                                  | 1.2 %                               |
| 4       | 13 de agosto de 2017     | 1.689 %                             | 1.805 %                             | 1.8 %                               |
| 5       | 19 de agosto de 2017     | 1.779 %                             | 1.904 %                             | 1.1 %                               |
| 6       | 20 de agosto de 2017     | 2.275 %                             | 2.525 %                             | 1.7 %                               |
| 7       | 26 de agosto de 2017     | 2.251 %                             | 2.802 %                             | 1.6 %                               |
| 8       | 27 de agosto de 2017     | 2.960 %                             | 3.286 %                             | 2.4 %                               |
| 9       | 2 de septiembre de 2017  | 2.433 %                             | 2.730 %                             | 1.4 %                               |
| 10      | 3 de septiembre de 2017  | 3.028 %                             | 3.192 %                             | 1.7 %                               |
| 11      | 9 de septiembre de 2017  | 2.646 %                             | 2.966 %                             | 2.2 %                               |
| 12      | 10 de septiembre de 2017 | 2.879 %                             | 2.940 %                             | 2.9 %                               |
| 13      | 16 de septiembre de 2017 | 2.549 %                             | 2.897 %                             | 2.0 %                               |
| 14      | 17 de septiembre de 2017 | 3.001 %                             | 2.825 %                             | 2.8 %                               |
| 15      | 23 de septiembre de 2017 | 3.244 %                             | 3.846 %                             | 2.5 %                               |
| 16      | 24 de septiembre de 2017 | 4.797 %                             | 4.639 %                             | 4.5 %                               |
| Average | Average                  | 2.476 %                             | 2.861 %                             | 2.1 %                               |

## Música
El OST de la serie está conformada por tres partes:

### Parte 1
| No. | Intérprete | Canción        | Letra         | Canción                    | Duración |
| --- | ---------- | -------------- | ------------- | -------------------------- | -------- |
| 1   | Inkii      | "I Am" (잉키)  | Seo Dong-sung | Park Sung-il (de Copykumo) | 3:58     |
| 2   | -          | "I Am" (Inst.) | -             | -                          | 3:58     |

### Parte 2
| No. | Intérprete             | Canción                 | Letra        | Canción     | Duración |
| --- | ---------------------- | ----------------------- | ------------ | ----------- | -------- |
| 1   | Chae Bo-hun (The Vane) | "Hallucination" (환각)  | Lee Chi-hoon | Kim Jong-ik | 4:06     |
| 2   | -                      | "Hallucination" (Inst.) | -            | -           | 4:06     |

### Parte 3
| No. | Intérprete   | Canción                | Letra        | Canción      | Duración |
| --- | ------------ | ---------------------- | ------------ | ------------ | -------- |
| 1   | Jung Cha-sik | "Dust Wind" (모래바람) | Jung Cha-sik | Jung Cha-sik | 5:09     |
| 2   | -            | "Dust Wind" (Inst.)    | -            | -            | 5:09     |

## Premios y nominaciones
| Año  | Categoría                   | Premio                    | Nominado    | Resultado |
| ---- | --------------------------- | ------------------------- | ----------- | --------- |
| 2018 | Mejor actor revelación (TV) | 54th Baeksang Arts Awards | Woo Do-hwan | Nominado  |

## Producción
La serie fue desarrollada por "Studio Dragon", también es conocida como "Rescue Me".
Estuvo basada en el webcómic "Out of the world" (세상 밖으로) de Jo Geum-san.
Fue dirigida por Kim Sung-soo, escrita por Jung Shin-kyoo y contó con el productor ejecutivo Lee Jae-moon.
La primera lectura del guion de la serie fue realizada en abril del 2017, mientras que las filmaciones comenzaron en mayo del mismo año. La primera lectura del guion de la segunda temporada fue realizado en febrero del 2019.
La serie contó con la compañía de producción "Hidden Sequence" y fue distribuida por la OCN.
A finales de enero del 2019 la OCN anunció que la serie tendría una segunda temporada, la cual se espera sea estrenada ese mismo año. También se anunció que la segunda temporada sería dirigida por Lee Kwon.

### Emisión en otros países
| País             | Cadenas          | Fecha de Inicio | Fecha de Finalización |
| ---------------- | ---------------- | --------------- | --------------------- |
| Hong Kong        | Zing TV FPT Play | 2019            | -                     |
| Paraguay         | LOCA108TV UHD4K  | 2021            | 2021                  |
| Indonesia        | tvN Asia         | 2018            | -                     |
| Sudeste Asiático | tvN Asia         | 2019            | -                     |
| Sri Lanka        | tvN Asia         | 2019            | -                     |
| Taiwán           | tvN Asia         | 2019            | -                     |
| Vietnam          | Zing TV FPT Play | 2017            | -                     |